# Evgeny Lébedev
Evgeny Alexandrovich Lebedev (Moscú, 8 de mayo de 1980) es un empresario y aristócrata rusobritánico. Ostenta el título Barón Lebedev
Es hijo del magnate y exmiembro del KGB Aleksandr Lébedev. Posee con su padre varios diarios británicos: Evening Standard, The Independent, Independent on Sunday. Es un gran coleccionista de arte británico moderno y jefe de la Fundación Raísa Gorbachova fundada por Mijaíl Gorbachov, que ayuda a niños con cáncer.
En julio de 2020, Lébedev fue nombrado para el título de par vitalicio por el primer ministro británico Boris Johnson por su filantropía y servicios a los medios, una medida que generó críticas.